# Route nationale 23 (Maroc)
Pour les articles homonymes, voir N23 et Route nationale 23.
La route nationale 23 ou N23 relie Bouznika à Ouarzazate. Elle fait 464 km de long. Elle passe principalement par Benslimane, El GaraBen Ahmed , El Borouj, Bzou et Demnate.

## Description
Avant la nouvelle numérotation introduite par le gouvernement en 2018, aucune route nationale existait sous la numérotation de N23
Depuis la nouvelle numérotation, la N23 fait partie des nouvelles routes nationales introduites par le gouvernement. Ces nouvelles routes reprennent le tracé d'anciennes routes nationales et/ou des routes régionales.
Dans le cas de la N23 son tracé reprend : 
L'ex 305 qui reliait la ville de Bouznika à El Borouj en passant par Benslimane , El Gara et Ben Ahmed. L'ex 205 qui reliait El Borouj à Tassout , l'ex 307 qui reliait Bzou à Ouarzazate en passant par Imlil et Demnate et une partie de l'ex 208 entre Ouled Khellouf à Demnate.

## Tracé

### Tronçon Bouznika - El Borouj
Le tronçon séparant la ville de Bouznika à El Borouj est longue de 195 km , il passe par les villes de Benslimane , El Gara , Ben Ahmed et Sidi Hajjaj. Elle est aménagée en 2x1 voie. 
- Intersection avec la 322 : Rabat / Casablanca
- Échangeur entre N23 et A1
- Bouznika
- Intersection avec la N1
- Benslimane
- Intersection et début de la 404 : Maâziz / Khémisset
- Intersection et début de la 313 : Mohammédia
- El Gara
- Échangeur entre N23 et A4
- Intersection avec la N12 : Berrechid / Khouribga / Béni Mellal / Tinghir
- Ben Ahmed
- Intersection et début de la 316 : Settat / Jorf Lasfar
- Sidi Hajjaj
- Intersection et début de la 308 : Settat / Fkih Ben Salah / Kasba Tadla
- El Borouj

### Tronçon El Borouj - Ouarzazate
Le dernier tronçon de la N23 sépare la ville d'El Borouj à celle de Ouarzazate. Elle est longue de 274 km et passe par les villes de Bzou , Imlil et Demnate. Il est aménagé en 2x1 voies dans son intégralité. 
- El Borouj
- Msabbel
- Ouled Said Sidi Moussa
- Tassaout
- Intersection et début du tronc commun de 23 km avec la N8
- Oued Lâabid
- Intersection et fin du tronc commun de 23 km avec la N8
- Bzou
- Tanant
- Intersection et début du tronc commun de 26 km avec la N25
- Imlil
- Demnate
- Intersection et fin du tronc commun de 26 km avec la N25  marquant la fin de cette route
- Intersection et début de la 210 : Marrakech
- Intersection et début de la 302 : Ouaouizeght
- Intersection avec la N10
- Ouarzazate

Fin de la N23